# Christoph Bieri

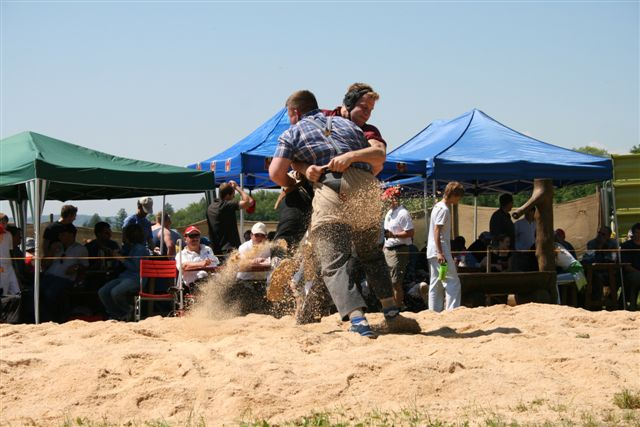
Christoph Bieri beim Schwingfest auf der Baldegg

Christoph Bieri (* 18. November 1985) ist ein Schweizer Schwinger. Er hat eine Körperlänge von 189 cm und ein Gewicht von 110 kg. Bisher (Stand Juni 2021) gewann er 100 Kränze, davon drei eidgenössische, 17 von Teilverbänden, 16 Bergkränze und 64 kantonale.

## Schwingen
Christoph Bieri gewann im Jahr 2003 seinen ersten Kranz und hat seither 48 Schwingfeste gewonnen, davon 20 Kranzfeste und 28 Regionalfeste. Er ist Mitglied des Schwingerclubs Baden-Brugg.

## Privates
Aufgewachsen ist Christoph Bieri auf einem Bauernhof im Untersiggenthaler Weiler Steinenbühl. Bereits sein Vater Max war Aktivschwinger. Nach der obligatorischen Schulzeit absolvierte Bieri eine Lehre zum Lastwagenmechaniker und arbeitete drei Jahre auf diesem Beruf. Seit 2009 ist er Product Manager bei der Bucher AG in Langenthal.